# Sofia Shurkalova
Sofia Shurkalova es una deportista soviética que compitió en remo. Ganó dos medallas de plata en el Campeonato Mundial de Remo, en los años 1974 y 1977.

## Palmarés internacional
| Campeonato Mundial | Campeonato Mundial       | Campeonato Mundial | Campeonato Mundial |
| Año                | Lugar                    | Medalla            | Prueba             |
| ------------------ | ------------------------ | ------------------ | ------------------ |
| 1974               | Lucerna (Suiza)          | Medalla de plata   | Ocho con timonel   |
| 1977               | Ámsterdam (Países Bajos) | Medalla de plata   | Cuatro con timonel |